# Grace Brown
Grace Brown (Camperdown, 7 juli 1992) is een Australische voormalige wielrenster, die in 2024 Olympisch en wereldkampioen werd in het tijdrijden.

## Carrière
Brown reed in 2018 voor Wiggle High5 en won dat jaar de tijdrit op de Oceanische kampioenschappen. Een jaar later won ze het Australisch kampioenschap tijdrijden. Ze reed vanaf 2019 drie jaar voor Mitchelton-Scott. In 2020 werd ze in het Italiaanse Imola vijfde tijdens het wereldkampioenschap tijdrijden. Op 4 oktober van dat jaar werd ze tweede in Luik-Bastenaken-Luik en drie dagen later won ze de Brabantse Pijl.

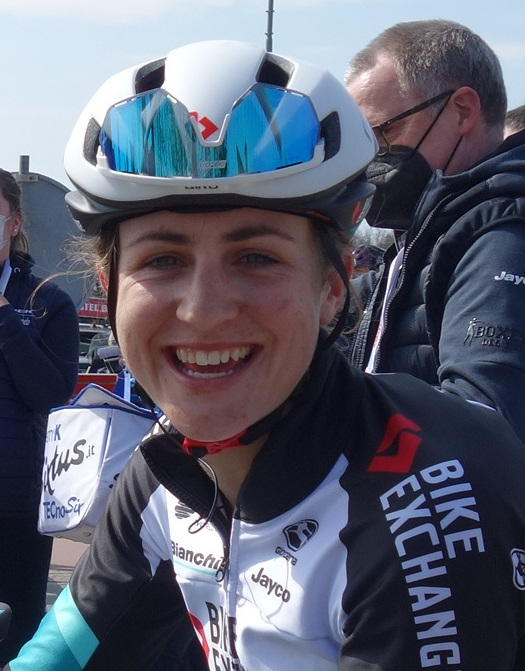
Brown na de Amstel Gold Race 2021.

Brown won in maart 2021 de semi-klassieker Brugge-De Panne. In juli 2021 nam ze namens Australië deel aan de Olympische Zomerspelen 2020 in Tokio. In de wegwedstrijd werd ze 47e en in de individuele tijdrit werd ze vierde, op ruim een minuut achter winnares Annemiek van Vleuten en zeven seconde achter het brons van Anna van der Breggen.
Vanaf 2022 reed Brown drie jaar voor de Franse ploeg FDJ-Suez. In augustus 2022 won Brown de individuele tijdrit op de Gemenebestspelen 2022 in Birmingham. In 2023 won ze het eindklassement in de Santos Women's Tour Down Under en in de Ronde van Bretagne. In 2024 won ze Luik-Bastenaken-Luik, na eerder twee keer tweede te zijn geworden. In juli won ze namens Australië goud op de tijdrit tijdens de Olympische Spelen in Parijs. Twee maanden later won ze in Zürich het wereldkampioenschap tijdrijden en drie dagen later werd ze wereldkampioene in de gemengde ploegenestafette met Brodie Chapman, Ruby Roseman-Gannon, Michael Matthews, Ben O'Connor en Jay Vine. Op 13 oktober won ze in de regenboogtrui de Chrono des Nations, waarna ze haar fiets aan de wilgen hing.
Vlak voor haar afscheid werd Brown verkozen tot voorzitter van wielervakbond The Cyclists' Alliance.

## Palmares
2018
 Oceanisch kampioenschap tijdrijden
2019
 Australisch kampioenschap tijdrijden
3e etappe Tour Down Under
2020
Brabantse Pijl
2021
Driedaagse Brugge-De Panne
1e etappe Ronde van Burgos
2022
 Australisch kampioen tijdrijden
4e etappe The Women's Tour
 Individuele tijdrit op de Gemenebestspelen
La Périgord Ladies
3e etappe Ceratizit Challenge
2023
 Australisch kampioen tijdrijden
3e etappe Tour Down Under
Eind- en Puntenklassement Tour Down Under
Grote Prijs van Morbihan
3e etappe Ronde van Bretagne
Eindklassement Ronde van Bretagne
4e etappe (ITT) Ronde van Scandinavië
2024
 Australisch kampioen tijdrijden
Luik-Bastenaken-Luik
1e en 3e etappe Ronde van Bretagne
Eindklassement Ronde van Bretagne
 Individuele tijdrit op de Olympische Spelen
 Wereldkampioen tijdrijden
 Wereldkampioen gemengde ploegenestafette
Chrono des Nations

## Resultaten in voornaamste wedstrijden
| Jaar | Gent-Wevelgem | Ronde van Vlaanderen | Parijs-Roubaix | Amstel Gold Race | Luik-Bast.‑Luik | Omloop Het Nieuwsblad | Nokere Koerse | Brabantse Pijl |  | WK op de weg |
| ---- | ------------- | -------------------- | -------------- | ---------------- | --------------- | --------------------- | ------------- | -------------- |  | ------------ |
| 2018 |               |                      |                |                  |                 |                       |               |                |  | opgave       |
| 2019 | 56e           |                      |                | opgave           |                 | 36e                   |               |                |  |              |
| 2020 | 21e           | 14e                  |                |                  | ↑               | 39e                   |               | ↑              |  | 91e          |
| 2021 | 22e           | ↑                    |                | 19e              |                 | 8e                    | ↑             |                |  |              |
| 2022 | 37e           | 7e                   | 12e            |                  | ↑               | 32e                   | opgave        |                |  | 35e          |
| 2023 | 65e           | 24e                  | 13e            | 6e               | 46e             | 16e                   |               |                |  | 24e          |
| 2024 | 37e           |                      | 61e            | 27e              | ↑               |                       |               |                |  | 30e          |

### Resultaten in rondes
| Jaar | Tour Down Under | Herald Sun Tour | Ronde van Californië | Ronde van Burgos | The Women's Tour | Giro Rosa | Ronde van Noorwegen |
| ---- | --------------- | --------------- | -------------------- | ---------------- | ---------------- | --------- | ------------------- |
| 2017 | 61e             |                 |                      |                  |                  |           | 77e                 |
| 2018 | 5e              | 9e              | 38e                  |                  |                  |           |                     |
| 2019 | 12e (1)         | 8e              |                      |                  | 23e              | 93e       | opgave              |
| 2020 | 32e             |                 |                      |                  |                  | 55e       |                     |
| 2021 |                 |                 |                      | 7e (1)           |                  | dnf       |                     |
| 2022 |                 |                 |                      | 19e              | ↑ (1)            |           |                     |
| 2023 | ↑ (1)           |                 |                      | 23e              |                  |           | 5e (1)              |

(*) tussen haakjes aantal individuele etappe-overwinningen

## Ploegen
- 2018 –  Wiggle High5
- 2019 –  Mitchelton-Scott
- 2020 –  Mitchelton-Scott
- 2021 –  Team BikeExchange
- 2022 –  FDJ-Suez-Futuroscope
- 2023 –  FDJ-Suez
- 2024 –  FDJ-Suez

1996: Zoelfia Zabirova ·
2000: Leontien van Moorsel ·
2004: Leontien van Moorsel ·
2008: Kristin Armstrong ·
2012: Kristin Armstrong ·
2016: Kristin Armstrong ·
2020: Annemiek van Vleuten ·
2024: Grace Brown ·
Archibald · Barbieri · Barker · Brennauer · Brown · Cordon · Cure · Edmondson · Fahlin · G. Garner · L. Garner · Leth · Longo Borghini · Ritter · Stewart · Yonamine · Wild
Allen · Brown · Elvin · Kennedy · Manly · Roy · Spratt · Tenniglo · Van Vleuten · Williams
Allen · Brown · Elvin · Ensing · Kennedy · Roberts · Roy · Spratt · Tenniglo · Van Vleuten · Williams
Allen · Brown · Campbell · Ensing · Fidanza · Kennedy · Roberts · Roy · Santesteban · Spratt · Tenniglo · Williams · Žigart
Borgli · Brown · Cavalli · Chapman · Copponi · Duval · Fahlin · Grossetête · Guazzini · Guilman · Le Net · Muzic · Uttrup Ludwig · Wiel
Adegeest · Borgli · Brown · Cavalli · Copponi · Duval · Fahlin · Grossetête · Guazzini · Guilman · Le Net · Muzic · Uttrup Ludwig · Verhulst · Wiel
Adegeest · Brown   · Buysman · Cavalli · Curinier · Demay · Duval · Guazzini · Kraak · Le Net · Molengraaf · Muzic · Uttrup Ludwig · Verhulst · Vigilia · Wiel